# بیل نیدر
بیل نیدر (انگلیسی: Bill Nieder؛ زادهٔ ۱۰ اوت ۱۹۳۳) پرتاب‌گر وزنه اهل ایالات متحده آمریکا بود.
وی در مسابقات کشوری و بین‌المللی در مجموع برندهٔ ۱ مدال طلا، ۱ مدال نقره شده‌است.